# Docosia pseudogillvipes
Docosia pseudogillvipes är en tvåvingeart som beskrevs av Olavi Kurina 2008. Docosia pseudogillvipes ingår i släktet Docosia och familjen svampmyggor.
Artens utbredningsområde är Italien. Inga underarter finns listade i Catalogue of Life.